# 榊暎一
榊 暎一（さかき えいいち、1957年 - ）は、日本の小説家。東京都出身。

日本大学獣医学部を卒業。ロンドンに8年間滞在、パリに2年間滞在。2001年長編小説『魔数字』で徳間書店より小説家としてデビューを果たす。所属はNakaodaProject。

## 主な作品
- 『魔数字』(2001)徳間書店
- 小説『恋人はスナイパー』(2004)徳間書店(東映公開2004年4月)
- 小説『北斗の拳』(2006)徳間書店(東映公開2006年3月)